# Amerila howardi
Amerila howardi är en fjärilsart som beskrevs av Elliot C.G. Pinhey 1955. Amerila howardi ingår i släktet Amerila och familjen björnspinnare. Inga underarter finns listade i Catalogue of Life.